# 이카와촌 (시즈오카현)
이카와촌(井川村)은 시즈오카현 아베군에 속해있던 촌이다. 현재의 시즈오카시에 해당한다.

## 지리
오이강 상류에 위치한다. 이토이가와 시즈오카 구조선 연선에 위치한 산촌으로 가파른 산이 많다. 옛 아베군이지만 오이가와강 유역이기 때문에 하리하라군 북부의 색채가 짙다. 아카시 산맥의 남단에 위치하여 시즈오카현에서는 보기 드문 폭설지대이다.

## 역사
- 1889년 4월 1일 - 정촌제 시행에 의해 아베군 이카와촌이 성립하였다.
- 1957년 - 이가와 댐 완공. 일부 촌이 이가와호(댐 호수)에 수몰되었다.
- 1961년 - 촌 인구가 약 8,400명까지 증가. 이 해를 정점으로 감소세로 돌입하였다.
- 1969년 4월 1일 - 시즈오카시에 편입해, 동일 이카와촌은 폐지되었다.

## 산업
수력발전소가 많이 있다. 제2차 세계대전 이전에는 사사야마 금광에서 금이 채굴되었다, 예전에는 명물로 '이가와 멘파'가 있었다. 편백나무 판자를 구부려 만든 용기로 주로 도시락이 만들어졌다. 현재는 이가와 지구에서 1곳만 생산하고 있으며, 그 외에는 아오이구 고가미 지구 등에서 주로 만들어지고 있다.

## 교통

### 철도
- 오이가와 철도
  - 이카와선

### 도로
- 국도 제473호선